# كاغد خانة
كاغد خانة (بالتركية: Kâğıthane)‏ هي مديرية، في تركيا، تقع في إسطنبول، بلغ عدد سكانها 437,026 نسمة وذلك حسب إحصائيات سنة 2018.